# Flash (serial telewizyjny 1990)
Flash (ang. The Flash) – amerykański serial fantastyczny, emitowany w latach 1990–1991. Serial zrealizowano na podstawie serii komiksów Flash, wydawnictwa DC Comics.

## Fabuła
Barry Allen, policjant naukowiec, podczas burzy przebywa w laboratorium. Kiedy w laboratorium uderza piorun, substancje chemiczne, które się tam znajdowały sprawiają, że jego ciało zaczyna reagować inaczej niż zwykle. Barry zauważa, że jest teraz w stanie poruszać się z szybkością nieosiągalną dla innych ludzi. Postanawia wykorzystać nowe umiejętności do walki z przestępczością szerzącą się w mieście. Przywdziewa strój z błyskawicą i pod pseudonimem Flash, rozpoczyna swoją misję...

## Główne role
Źródło: 
- John Wesley Shipp: Barry Allen – Flash (wszystkie 22 odcinki)
- Amanda Pays: Christina „Tina“ McGee (22)
- Alex Désert: Julio Mendez (22)
- Biff Manard: Michael Francis Murphy (17)
- Vito D’Ambrosio: oficer Bellows (17)
- Mike Genovese: Warren Garfield (17)
- Richard Belzer: Joe Kline (10)
- Dick Miller: Fosnight (6)
- Gloria Reuben: Sabrina (3)
- Priscilla Pointer: Nora Allen (3)
- Joyce Hyser: Megan Lockhart (3)
- Justin Burnette: Shawn Allen (3)
- Sven-Ole Thorsen: Tanner, przekształcony (3)
- Mark Hamill: James Jesse (2)
- Michael Nader: Nicholas Pike (2)
- Jason Bernard: dr Desmond Powell (2)
- M. Emmet Walsh: Henry Allen (2)
- John Toles-Bey: ojciec Michael (2)
- Robert Shayne: Reggie (2)
- Brad Sevy: kelner (2)
- Christopher Murray: Williams (2)